# Uitlaatgasrecirculatie
Uitlaatgasrecirculatie (EGR) is een NOx(= stikstofoxide en stikstofdioxide)-reductiemethode die gebruikt wordt bij interne-verbrandingsmotoren. EGR staat voor Exhaust of Emission Gas Recirculation.
Het principe van EGR is dat er een hoeveelheid van de uitlaatgassen uit de motor teruggeleid wordt naar de verbrandingskamer(s). Daar dit uitlaatgas gemengd wordt met de inkomende lucht, zal het zuurstofgehalte (en dus ook de lambdawaarde) van het verbrandingsmengsel dalen. Er wordt dus meer inert gas in de verbrandingskamer gebracht. Bij verbranding van de brandstof moet de ontstane warmte nu over meer massa worden verdeeld. Hierdoor daalt de verbrandingstemperatuur en daarmee de NOx-uitstoot, doordat NOx vooral ontstaat bij hoge verbrandingstemperaturen. Met deze toepassing wordt het stikstofoxidegehalte in de uitlaatgassen tot 30% verminderd. De resterende NOx in de uitlaatgassen kan gedeeltelijk gereduceerd worden in een driewegkatalysator of met een NOx-reductiekatalysator: NOx-trap of ureum-SCR.
Bij benzinemotoren, gebruikt in de automobielsector, wordt de uitlaatgasrecirculatie geregeld door de EGR-klep. Deze klep bevindt zich tussen het uitlaatspruitstuk en het inlaatspruitstuk. Bij de eerdere systemen werd de klep bediend door drukverschillen in het inlaatspruitstuk. De mechanische bediening was zo afgeregeld, dat de klep alleen geopend werd bij deellast. Bij modernere systemen gebeurt dit overwegend met behulp van een elektrisch bediende klep, wat een betere aansturing mogelijk maakt. Een volgende stap is het gebruik van variabele in- en uitlaatkleptiming (interne EGR), waardoor de inwendige vervuiling van het inlaatsysteem wordt gereduceerd en er sneller op wisselende rijomstandigheden kan worden gereageerd. 
EGR is een belangrijk onderdeel bij de emissieregeling van voertuigen. Een groot nadeel is het vermogensverlies en een versnelde inwendige vervuiling van de motor. 
Bij dieselmotoren is een bijwerking van het EGR-systeem dat er meer roet uitgestoten wordt. Minder NOx leidt tot meer roet en omgekeerd. Voor elke motor moet een optimum gevonden worden door deze af te stellen. Bij gebruik van een roetfilter zijn de grotere emissies van roet door het gebruik van EGR niet meer zo belangrijk, aangezien het roet toch wordt opgevangen. Zo krijgt men lage NOx-emissies en hoeft er geen geld in NOx-behandeling geïnvesteerd te worden. Het inlaatsysteem kan op den duur zwaar vervuild raken met roetaanslag. 
Bij hogedruk-EGR worden de uitlaatgassen van voor de turbo teruggevoerd naar na de compressor. Het voordeel is dat de hoeveelheid EGR relatief snel aangepast kan worden aan de hoogdynamische motortoestand. Dit principe is standaard voor dieselmotoren van de Euro III-generatie en later.
Als alternatief is er ook lagedruk-EGR bekend bij dieselmotoren, waarbij er na het uitlaatgasbehandelingssysteem uitlaatgas afgetakt wordt, dat weer teruggevoerd wordt naar de compressor. Dit systeem is nog niet veel in gebruik. 